# Glittertind (hegycsúcs)
A Glittertind 2452 méteres tengerszint feletti magasságával az második legmagasabb hegycsúcs Norvégiában, a Galdhøpiggen után. Magasságába beleszámolják a csúcsán található gleccsert is, amely nélkül 2452 méter magas lenne. A hegycsúcs a Jotunheimen-hegységben található.   
A Glittertind könnyedén megközelíthető a Spiterstulen turistaház felől, amely 1300 méter magasan található és innen kelet felé indulva még 1165 méternyit kell mászni a csúcsig. A csúcs megmászása igen népszerű időtöltés; a túrázók és hegymászók gyakran összekötik szomszédjának, a Galdhøpiggennek a meghódításával. Csúcsát először 1841-ben mászta meg Harald Nicolai Storm Wergeland és Hans Sletten norvég hegymászó. A hegy megmászása nem okoz az idelátogatók többségének különösebb nehézséget, bár a melegebb nyári napokon az olvadó hó könnyen átáztathatja a ruházatot. A csúcsról a kilátást dél és délkeleti irányban nem akadályozzák magas hegyvonulatok, ezért Oppland megye nagyobbik része látható innen tisztább napokon. Korábban egy kis pihenőkabin volt a csúcson, de egy heves vihar lesodorta a lentebb lévő Grjotbreen-gleccserbe.

## Galéria

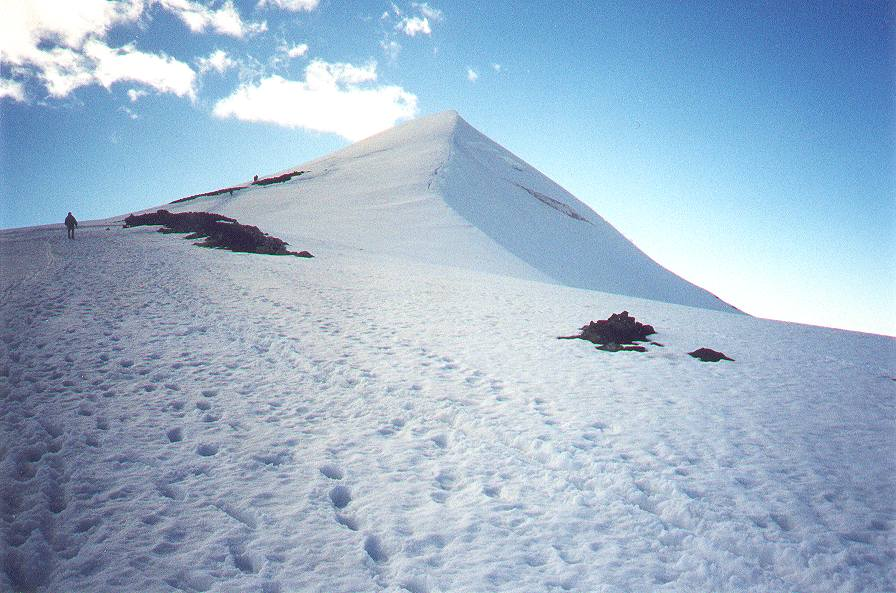
A Glittertind kelet felől.
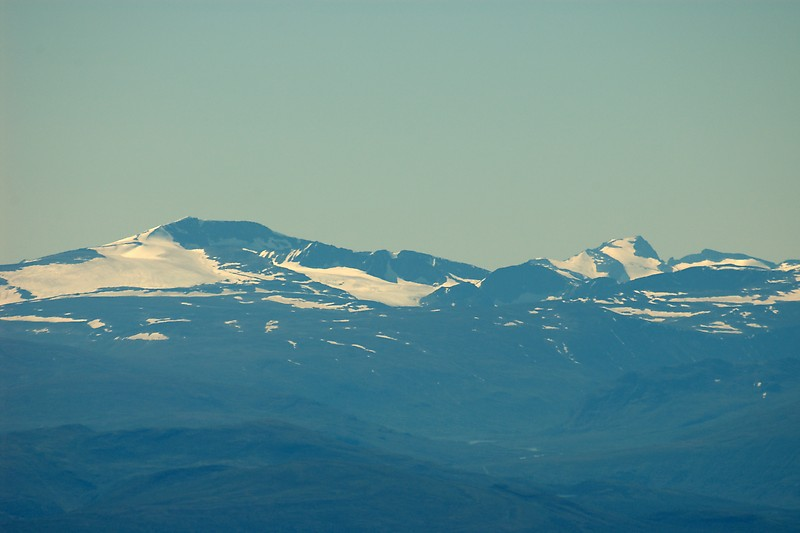
A Glittertind (balra) Rondeslottet felől.

## Fordítás
- Ez a szócikk részben vagy egészben  a   Glittertind című angol Wikipédia-szócikk ezen változatának fordításán alapul.  Az eredeti cikk szerkesztőit annak laptörténete sorolja fel. Ez a jelzés csupán a megfogalmazás eredetét és a szerzői jogokat jelzi, nem szolgál a cikkben szereplő információk forrásmegjelöléseként.